# 中村浩士 (競輪選手)
中村 浩士（なかむら ひろし、1978年1月15日 - ）は、千葉県千葉市出身の競輪選手。日本競輪学校第79期卒業。日本競輪選手会千葉支部長。師匠は吉田昌弘。

## 来歴

### デビューまで
北貝塚小学校時代は水泳やモトクロスバイクを経験。貝塚中学校時代はバレーボールをしていた（当時輪ゴムを一つずつ取り出すことが出来るゴム取り機を発明して表彰された）。
県立京葉工業高校に進学し、自転車競技部に入る。高校総体イタリアンチームパーシュート4位、関東大会4km速度競走2位にもなった。

### デビュー後
1997年4月にデビュー。新人だったA級時代から師匠（吉田昌弘）の師匠にあたる馬場進の助言もあり、当時最新のトレーニングに取り組んだ。主流が3.57の時に3.43のギアで優勝を重ね、2001年にS級に昇級。
2008年8月13日のGIII開催初日特選レースで、333バンクの松戸競輪場2センター9番手から9.0の上がりタイムで、1着に届いた。それまで井上茂徳が1982年から保持していた同場のバンクレコード（9.1）を、26年ぶりに更新した。そして、その開催で優勝も果たした。
GIII記念競輪では他に、2007年の立川（北京五輪日本代表協賛競輪）と2010年の高知（開設60周年記念）も制覇している。
2010年8月8日、第26回読売新聞社杯全日本選抜競輪（宇都宮）で、GI初優出（結果は落車・失格）。6年後の2016年G1オールスター競輪（松戸競輪場）の決勝は3着だった。
地元の選手会千葉支部においては副支部長を経て2016年より支部長に就任し、千葉競輪場存続を目指す活動や同場のファンサービスにも勤しんでいる。その他、福祉活動などにも携わってきた。2019年の第35回共同通信社杯競輪（松阪）初日（9月13日）2レースに出走した林雄一（神奈川）が運動誘発性不整脈を発症、ゴール後に落車し心停止状態になった際には救急隊が到着するまでAEDの使用並びに心臓マッサージを施している。この中村の適切な処置もあり、搬送時には意識不明だった林の容態も最終日（16日）時点では会話可能な状態まで回復している。

### 中村道場
自身のホームバンクである千葉競輪場を拠点とするトレーニンググループ、「中村道場」（TEAM NAKAMURA）（夢道場）を2004年に立ち上げ、総帥となって後進を指導している。
メンバーは、2002年頃から中村と練習を共にしてきた高橋敦史（76期・2013年6月引退）、田中晴基（90期）、鈴木裕（92期）、自身の弟子である根田空史（94期）、湯浅大輔（96期）、河上陽一（99期）、ガールズ第1回生の田畑茉利名（102期）の4選手ら。